# Автомобильная промышленность Сербии
Автомобильная промышленность Сербии является одним из важнейших секторов промышленности страны, продукция которой составляет 15 % от всей промышленной продукции Сербии и 18 % от всего экспорта по состоянию на 2013 год.

## История
Сербская автомобильная промышленность существует уже на протяжении более 70 лет, восходя ко временам Югославии, когда в городе Крагуевац в 1939 году была основана промышленная компания Застава, которая изготавливала различные модели автомобилей по лицензии Fiat.
Застава выпускала продукцию в соответствии с высокими производственными стандартами, что позволило ей конкурировать с другими западными производителями автомобилей, такими как Mercedes-Benz, Ford, PSA Peugeot Citroën, Renault и Opel.
Сегодня автомобильная промышленность является одной из самых развитых производственных отраслей в Сербии, на которую приходится почти 10 % всего объема ПИИ в Сербии с 2000 года. 27 международные инвесторов вложили почти 1,5 млрд евро в этот сектор, тем самым создав более 19 000 рабочих мест. Сербский автопром поставляет продукцию практически всем основным европейским и также некоторым азиатским производителям автомобилей.
Основной продукцией сербского автопрома являются запчасти для ходовых частей автомобилей, особенно шины и детали подвески. Другими важнейшими продуктами являются элементы электропроводки и автомобильные аккумуляторы. Также в производстве находятся различные детали двигателей, преимущественно литые, наряду с коваными деталями вроде распределительных валов, тормозные дисков, клапанов и маховиков.

## Производители

### Fiat Automobili Srbija
В 2008 году FIAT приобрела контрольный пакет акций Zastava Automobili и инвестировала более $1 млрд в автозавод в период с 2008 по 2012 год, который теперь выпускает 200 000 автомобилей в год. В результате этого название «Zastava» теперь не используется в наименовании продукции, и конвейер в Крагуеваце сейчас производит автомобили FIAT (Fiat 500L).
Кроме основного завода, который сейчас выпускает модели FIAT, в Zastava group также входят Zastava specijalni automobili и Zastava Kamioni.

### BIK
BIK (Bus industries Kragujevac), в сотрудничестве с белорусским производителем грузовых автомобилей и автобусов МАЗ, начал производство автобусов модели BIK-203 в конце 2000-х. Эти автобусы были куплены администрациями нескольких сербских городов и теперь используются в качестве общественного транспорта.

### FAP
В 1952 году была основана Fabrika automobila Priboj (FAP). Год спустя начался выпуск грузовиков на основе лицензии от автомобильной компании Saurer. В 1970 году FAP подписала контракт о производственном, техническом и финансовом сотрудничестве с Daimler-Benz. В 1978 ФАП начала своё сотрудничество с Военно-техническим институтом в Белграде и начала разработку и производство военной техники. В настоящее время ФАП производит военные машины, грузовики, тракторы и автобусы.

### Ikarbus
Икарбус также является одним из сербских производителей автобусов. Компания впервые была основана в 1923 году и занималась производством самолётов. После Второй мировой войны компания была национализирована и два других сербских авиастроителя, Рогожарски и Змай, были объединены в Икарус. Однако во время 1950-х годов большинство работников и основная часть оборудования авиационного завода была перемещена в СОКО, и с тех пор Икарус полностью сосредоточился на производстве автобусов, сначала по лицензии от Saurer и MAN, а позже перейдя к разработке собственных конструкций. В 1992 году предприятие было приватизировано, но из-за спора с венгерским производителем автобусов Ikarus, оно сменили название на Ikarbus.

### Neobus
Neobus был ещё одним заводом по производству автобусов. Основан в Нови-Саде в 1952 году под названием Autokaroserija. Тесно сотрудничал со словенским заводом Tovarna vozil Maribor. В 1992 году, после приобретения Словенией независимости, сотрудничество закончилось. Autokaroserija стала независимым производителем автобусов и изменила своё название на Neobus. В 2012 году Neobus объявил банкротство.

### IMT
IMT занимается производством тракторов и прочей сельскохозяйственной техники с 1950 года.